# Нойштедтер, Роман Петрович
Рома́н Петро́вич Нойште́дтер (нем. Roman Neustädter; род. 18 февраля 1988, Днепропетровск) — российский и немецкий футболист, защитник.
Сын советского футболиста Петра Нейштетера.

## Биография
Роман Нойштедтер родился в Днепропетровске. В то время его отец, Пётр Нейштетер, играл за местный «Днепр». Роман рос, находясь с русскими по национальности мамой, бабушкой и дедушкой в Киргизии, а отца больше видел по телевизору. Сейчас его бабушка и тётя живут в России.
Нойштедтер говорит на немецком, русском, английском и французском языках, также понимает испанский и турецкий.

## Клубная карьера

### «Майнц 05»
Отец Романа перешёл в «Карлсруэ», а в 1994 году стал игроком «Майнца» на долгое время, из-за этого Роман стал тренироваться в академии этого немецкого клуба. Вскоре Нойштедтер-старший полностью переехал туда и вопрос с клубом для Нойштедтера был решён.
В 2006 году Нойштедтер стал игроком второго состава «Майнца», за который он выступал в течение трёх сезонов, сыграв в общей сложности 68 матчей и забив 9 мячей. В сезоне 2008/09 стал подключаться к тренировкам с основной командой. 29 октября 2008 года дебютировал во второй Бундеслиге в гостевом матче против «Фрайбурга», который «Майнц» выиграл со счётом 1:0. Роман на 83-й минуте заменил нападающего Срджана Баляка. Сыграв в дебютном сезоне 16 матчей, Нойштедтер подписал соглашение с молодёжной командой менхенгладбахской «Боруссии».

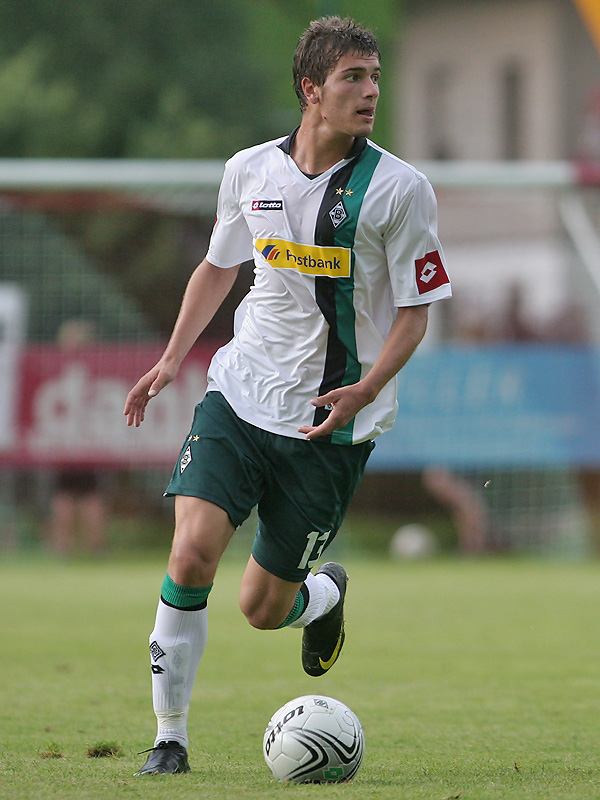
Нойштедтер в составе «Боруссии»

### «Боруссия» (Мёнхенгладбах)
Дебют в Бундеслиге состоялся 16 августа 2009 года в домашнем матче 2-го тура против берлинской «Герты». На 84-й минуте Нойштедтер заменил на поле Торбена Маркса. После одного сезона в молодёжке заработал контракт с основной командой, который был заключен накануне сезона 2010/11. Начав этот сезон на скамейке запасных, Нойштедтер сумел постепенно закрепиться в основе, проведя в ноябре свой первый полный матч против «Баварии» (3:3). 15 января 2011 года забил дебютный гол, поразив ворота «Нюрнберга» (0:1). 30 апреля помог своей команде добыть минимальную победу над «Ганновером», отдав голевую передачу на Марко Ройса, ставшего автором единственного гола в этом матче. В следующем сезоне по ходу чемпионата он был заменён лишь один раз, в поединке 31-го матча Бундеслиги против «Кёльна», когда его команда вела со счётом 3:0.

### «Шальке 04»
В январе 2012 года Нойштедтер подписал контракт с «Шальке 04», но присоединился к команде в конце сезона. 19 августа дебютировал в составе клуба в кубке Германии во встрече против «Саарбрюккена», выйдя в стартовом составе. Новый сезон начал в основе «кобальтовых», сыграв все 90 минут поединка против «Ганновера» (2:2). Сходу сумел закрепиться в основе и впервые вышел на замену в декабрьском кубковом матче против «Майнца». 10 октября дебютировал в Лиге чемпионов в матче группового этапа против «Олимпиакоса». 6 октября забил первый гол в Бундеслиге в домашнем матче против «Вольфсбурга» (3:0). Всего же забил в этом сезоне четыре гола, один из которых пришёлся на встречу 1/8 финала Лиги чемпионов против «Галатасарая».
В июне 2016 года решил не продлевать контракт с командой. По информации СМИ, вёл переговоры с российскими клубами ЦСКА и «Рубин».

### «Фенербахче»
В июле 2016 года Нойштедтер, покинув «Шальке 04», перешёл в турецкий клуб «Фенербахче». Чуть позже стали известны подробности соглашения Романа с новым клубом. Зарплата полузащитника составила 1,8 миллиона евро в год. 21 августа в матче против «Истанбула Башакшехира» Роман дебютировал в турецкой Суперлиге.

### «Динамо» (Москва)
9 августа 2019 года перешёл в московское «Динамо», подписав с клубом однолетний контракт.

## Карьера в сборной

#### Сборная Германии
Нойштедтер сыграл 2 матча за молодёжную сборную Германии до 20 лет против молодёжных сборных Швейцарии и Италии. 9 апреля 2008 года, выйдя на замену вместо Штеффена Хааса, Нойштедтер дебютировал за молодёжную сборную против молодёжной сборной Италии. 22 апреля 2008 года в ворота швейцарцев он забил свой первый и единственный гол за молодёжную сборную до 20 лет.
В 2011 году речь шла о привлечении Нойштедтера в сборную Украины, но главный тренер Олег Блохин опроверг эту информацию в 2012 году, заявив что Нойштедтер никогда не имел цель защищать цвета украинской сборной, но возможность такого развития событий использовалась его представителями только для создания дополнительного внимания к игроку в СМИ.
9 ноября 2012 года был впервые вызван в сборную Германии на товарищеский матч с Нидерландами. 13 ноября 2012 года Нойштедтер дебютировал за сборную Германии, выйдя на замену на 87-й минуте вместо Льюиса Холтби в товарищеском матче против сборной Нидерландов.

#### Сборная России

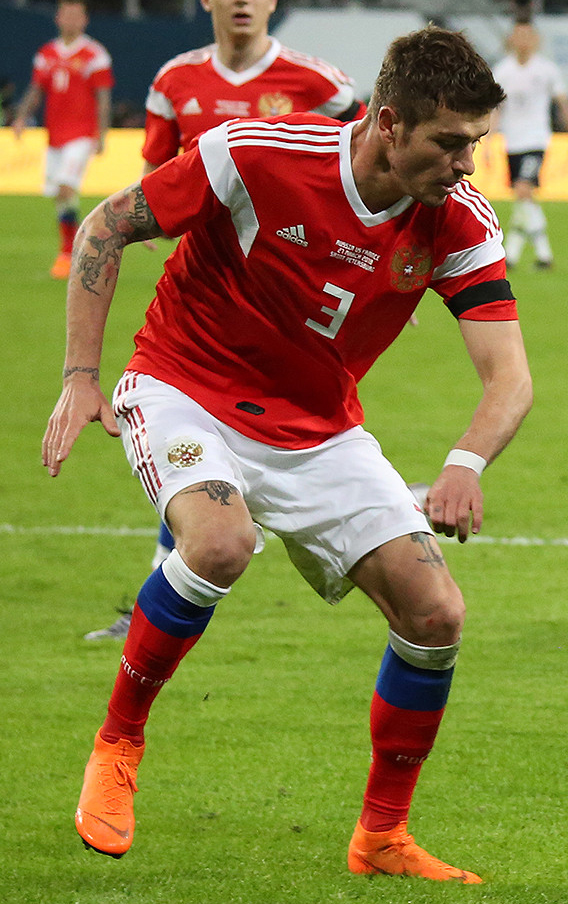
Нойштедтер в составе сборной России

В ноябре 2015 года появилась информация о возможности предоставления Нойштедтеру гражданства России с целью выступления игрока за сборную.
В мае 2016 года был вызван в сборную России для подготовки к чемпионату Европы 2016 года и приступил к тренировкам. 22 мая появилась информация, что Нойштедтер отказался от немецкого гражданства ради российского.
18 мая президент России Владимир Путин подписал указ о приёме Нойштедтера в гражданство Российской Федерации. 1 июня в товарищеском матче против Чехии дебютировал за сборную России, выйдя на замену во втором тайме вместо Василия Березуцкого.
11 июня в первом матче сборной России на Евро-2016 провёл на поле 80 минут против сборной Англии (1:1).
Был кандидатом на поездку на чемпионат мира 2018, но в окончательную заявку не попал. Сам игрок сказал: «Конечно, я шокирован и расстроен. Я готов на 100 % и был готов отдать все силы».
В августе 2018 года главный тренер российской сборной Станислав Черчесов внёс Нойштедтера в обновлённый состав. 14 октября в матче Лиги наций против сборной Турции (2:0) он забил свой первый гол за национальную команду.

## Статистика

### Клубная
| Выступление              | Выступление         | Выступление      | Лига | Лига | Кубок | Кубок | ЕвроКубки | ЕвроКубки | Прочие | Прочие | Итого | Итого |
| Клуб                     | Лига                | Сезон            | Игры | Голы | Игры  | Голы  | Игры      | Голы      | Игры   | Голы   | Игры  | Голы  |
| ------------------------ | ------------------- | ---------------- | ---- | ---- | ----- | ----- | --------- | --------- | ------ | ------ | ----- | ----- |
| Майнц 05                 | Вторая Бундеслига   | 2008/09          | 16   | 0    | 3     | 0     | —         | —         | —      | —      | 19    | 0     |
| Майнц 05                 | Итого               | Итого            | 16   | 0    | 3     | 0     | 0         | 0         | 0      | 0      | 19    | 0     |
| Боруссия (Мёнхенгладбах) | Бундеслига          | 2009/10          | 2    | 0    | 0     | 0     | —         | —         | —      | —      | 2     | 0     |
| Боруссия (Мёнхенгладбах) | Бундеслига          | 2010/11          | 24   | 1    | 2     | 0     | —         | —         | 2      | 0      | 28    | 1     |
| Боруссия (Мёнхенгладбах) | Бундеслига          | 2011/12          | 33   | 0    | 5     | 0     | —         | —         | —      | —      | 38    | 0     |
| Боруссия (Мёнхенгладбах) | Итого               | Итого            | 59   | 1    | 7     | 0     | 0         | 0         | 2      | 0      | 68    | 1     |
| Шальке 04                | Бундеслига          | 2012/13          | 31   | 3    | 2     | 0     | 8         | 1         | —      | —      | 41    | 4     |
| Шальке 04                | Бундеслига          | 2013/14          | 32   | 2    | 3     | 0     | 9         | 0         | —      | —      | 44    | 2     |
| Шальке 04                | Бундеслига          | 2014/15          | 29   | 2    | 1     | 0     | 8         | 0         | —      | —      | 38    | 2     |
| Шальке 04                | Бундеслига          | 2015/16          | 30   | 0    | 1     | 0     | 7         | 0         | —      | —      | 38    | 0     |
| Шальке 04                | Итого               | Итого            | 122  | 7    | 7     | 0     | 32        | 1         | 0      | 0      | 161   | 8     |
| Фенербахче               | Суперлига           | 2016/17          | 18   | 0    | 7     | 0     | 8         | 0         | —      | —      | 33    | 0     |
| Фенербахче               | Суперлига           | 2017/18          | 32   | 3    | 9     | 0     | 3         | 2         | —      | —      | 44    | 5     |
| Фенербахче               | Суперлига           | 2018/19          | 21   | 1    | 2     | 0     | 8         | 1         | —      | —      | 31    | 2     |
| Фенербахче               | Итого               | Итого            | 71   | 4    | 18    | 0     | 19        | 3         | 0      | 0      | 108   | 7     |
| Динамо (Москва)          | РПЛ                 | 2019/20          | 20   | 0    | 1     | 0     | —         | —         | —      | —      | 21    | 0     |
| Динамо (Москва)          | РПЛ                 | 2020/21          | 16   | 1    | 1     | 0     | 0         | 0         | —      | —      | 17    | 1     |
| Динамо (Москва)          | Итого               | Итого            | 36   | 1    | 2     | 0     | 0         | 0         | 0      | 0      | 38    | 1     |
| Вестерло                 | Челленджер Про Лига | 2021/22          | 2    | 0    | 0     | 0     | —         | —         | —      | —      | 2     | 0     |
| Вестерло                 | Про-лига            | 2022/23          | 34   | 1    | 2     | 0     | —         | —         | —      | —      | 36    | 1     |
| Вестерло                 | Про-лига            | 2023/24          | 31   | 0    | 1     | 0     | —         | —         | —      | —      | 32    | 0     |
| Вестерло                 | Про-лига            | 2024/25          | 21   | 1    | 0     | 0     | —         | —         | —      | —      | 21    | 1     |
| Вестерло                 | Итого               | Итого            | 86   | 2    | 3     | 0     | 0         | 0         | 0      | 0      | 89    | 2     |
| Всего за карьеру         | Всего за карьеру    | Всего за карьеру | 390  | 15   | 40    | 0     | 51        | 4         | 2      | 0      | 483   | 19    |

### Сборная
| Команда         | Год             | Игр | Голы |
| --------------- | --------------- | --- | ---- |
| Германия        | 2012            | 1   | 0    |
| Германия        | 2013            | 1   | 0    |
| Россия          | 2016            | 4   | 0    |
| Россия          | 2017            | 1   | 0    |
| Россия          | 2018            | 7   | 1    |
| Россия          | 2020            | 1   | 0    |
| Всего за Россию | Всего за Россию | 13  | 1    |

| №  | Дата             | Соперник | Счёт | Голы Нойштедтера | Турнир                    |
| 1  | 1 июня 2016      | Чехия    | 1:2  | —                | Товарищеский матч         |
| 2  | 11 июня 2016     | Англия   | 1:1  | —                | Финальные матчи ЧЕ-2016   |
| 3  | 15 июня 2016     | Словакия | 1:2  | —                | Финальные матчи ЧЕ-2016   |
| 4  | 31 августа 2016  | Турция   | 0:0  | —                | Товарищеский матч         |
| 5  | 28 марта 2017    | Бельгия  | 3:3  | —                | Товарищеский матч         |
| 6  | 27 марта 2018    | Франция  | 1:3  | —                | Товарищеский матч         |
| 7  | 7 сентября 2018  | Турция   | 2:1  | —                | Лига наций УЕФА 2018/2019 |
| 8  | 10 сентября 2018 | Чехия    | 5:1  | —                | Товарищеский матч         |
| 9  | 11 октября 2018  | Швеция   | 0:0  | —                | Лига наций 2018/2019      |
| 10 | 14 октября 2018  | Турция   | 2:0  | 1                | Лига наций 2018/2019      |
| 11 | 15 ноября 2018   | Германия | 0:3  | —                | Товарищеский матч         |
| 12 | 20 ноября 2018   | Швеция   | 0:2  | —                | Лига наций 2018/2019      |
| 13 | 3 сентября 2020  | Сербия   | 3:1  | —                | Лига наций УЕФА 2020/2021 |

Итого по официальным матчам: 13 матчей / 1 гол; 4 победы, 4 ничьи, 5 поражений.